# 에두어드 프란즈
에두어드 프란즈(Eduard Franz, 1902년 10월 31일 ~ 1983년 2월 10일)는 미국의 연극 배우, 텔레비전 배우, 영화배우이다.

## 영화
- 환상 특급 (1983년)
- 월튼네 사람들 (1972년)
- 자니 총을 얻다 (1971년)
- 닥터 게논 (1969년)
- 하와이 5-0수사대 (1968년)
- 인베이더 - 시리즈 (1967년)
- 대통령의 분석 (1967년)
- FBI (1965년)
- 미녀와 야수 (1962년)
- 하타리 (1962년)
- 룻 이야기 (1960년)
- 기적 (1959년)
- 조로 (1957년)
- 십계 (1956년) - 제스로 역
- 딜론 보안관 (1955년)
- 인디언 전사 (1955년)
- 클라이막스! (1954년)
- 리빙 잇 업 (1954년)
- 부러진 창 (1954년)
- 이교도의 기치 (1954년)
- 라틴 러버스 (1953년)
- 드림 와이프 (1953년)
- 내 모든 건 당신 것 (1952년)
- 재즈 싱어 (1952년)
- 비코즈 유어 마인 (1952년)
- 사막의 여우 (1951년)
- 위대한 카루소 (1951년)
- 괴물 디 오리지널 (1951년)
- 프란시스 (1950년)
- 매그니피선트 양키 (1950년)
- 소용돌이 (1949년)
- 오, 아름다운 인형 (1949년)
- 마담 보바리 (1949년)
- 성난 파도 (1948년)